# Inno nazionale della Thailandia
L'inno nazionale della Thailandia (in thailandese เพลงชาติไทย, Phleng chāt Thai) è stato adottato nel 1932 e nel 1949 e la musica è di Phra Jenduriyang, mentre il testo di Luang Saranupraphan.

## Testo
| Testo in thai | Trascrizione AFI | Romanizzazione del thailandese | Traduzione in italiano |
| --- | --- | --- | --- |
| ประเทศไทยรวมเลือดเนื้อชาติเชื้อไทย เป็นประชารัฐ ไผทของไทยทุกส่วน อยู่ดำรงคงไว้ได้ทั้งมวล ด้วยไทยล้วนหมาย รักสามัคคี ไทยนี้รักสงบ แต่ถึงรบไม่ขลาด เอกราชจะไม่ให้ใครข่มขี่ สละเลือดทุกหยาดเป็นชาติพลี เถลิงประเทศชาติไทยทวี มีชัย ชโย | [prà.tʰêːt̚ tʰaj ruə̯m lɯ̂ə̯t̚ nɯ́ə̯ tɕʰâːt̚ tɕʰɯ́ə̯ tʰaj] [pem prà.tɕʰaː rát̚ ǀ pʰà tʰaj kʰɔ̌ŋ tʰaj tʰúk̚ sùə̯n] [jùː dam.roŋ kʰɔ̌ŋ wáj dâːj tʰám muə̯n] [dûə̯j tʰaj lúə̯m mǎːj ǀ rák̚ sǎ.mák̚.kʰiː] [tʰaj níː rák̚ sà.ŋòp̚ ǀ tɛ̀ː tʰɯ̌ŋ róp̚ mâj kʰlàːt̚] [ʔèːk̚.kà.râːt̚ tɕàʔ mâj hâj kʰraj kʰòm kʰîː] [sà.làʔ lɯ̂ə̯t̚ tʰúk̚ jàːt̚ pen tɕʰâːt̚ pʰá.liː] [tʰà.lɤːm prà.tʰêːt̚ tɕʰâːt̚ tʰaj tʰá.wiː ǀ miː tɕʰaj ǀ tɕʰá.joː] | Pràthẻrt thai ruam lửat nứa cảrt cứa thai Pen pràcar rát, phà thai kỗng thai thúk sùan Yùr damrong kỗng wái dảir tháng muan Dủai thai lúan mãir, rák sãmákkir Thai nír rák sàngòp, tềr thững róp mải klàrt Èrkgàrảrt jà mải hải krai kòm kỉr Sàlà lửat thúk yàrt pen cảrt phálir Thàlơrng pràthẻrt cảrt thai tháwir, mir cai, cáyor! | La Thailandia unisce la carne ed il sangue dei thailandesi, Nazione del popolo, che appartiene ai thailandesi sotto ogni aspetto, l'indipendenza è stata mantenuta a lungo, perché i thailandesi cercano, e amano, l'unità, i thailandesi amano la pace, ma in guerra non sono dei codardi, la sovranità non sarà messa in pericolo, sacrificheranno ogni goccia del loro sangue per il bene della nazione, viva la nazione thailandese, vittoria, urrà! |